# Droga krajowa B67 (Niemcy)
Droga krajowa 67 (niem. Bundesstraße 67, B 67) – niemiecka droga krajowa przebiegająca  z zachodu na wschód od skrzyżowania z drogą B9 w Goch do skrzyżowania z autostradą A31 koło Borken w Nadrenii Północnej-Westfalii.